# Бартеневський
Бартеневський (рос. Бартеневский) — селище в Фатезькому районі Курської області Російської Федерації.
Населення становить 23 особи. Входить до складу муніципального утворення Великожировська сільрада.

## Історія
Населений пункт розташований на території українського етнічного та культурного краю Східна Слобожанщина.
Від 2004 року входить до складу муніципального утворення Великожировська сільрада.

## Населення
| 2002 | 2010 |
| ---- | ---- |
| 89   | ↘23  |